# Palura albipunctata
Palura albipunctata är en fjärilsart som beskrevs av W. Warren 1913. Palura albipunctata ingår i släktet Palura och familjen nattflyn. Inga underarter finns listade i Catalogue of Life.